# Hour
Hour is een dorp in de Belgische provincie Namen en een deelgemeente van Houyet. In Hour liggen nog een aantal gehuchtjes, waaronder Havenne.

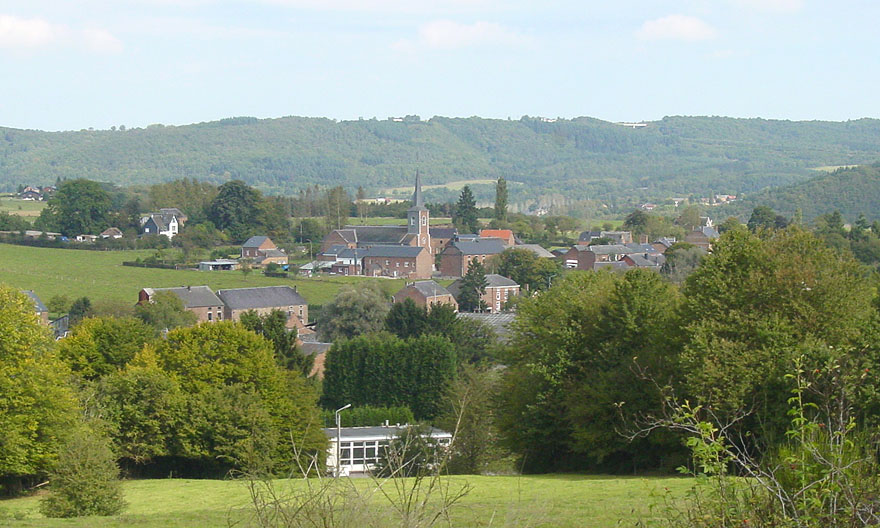
Uitzicht op Hour

## Geschiedenis
Op het eind van het ancien régime werd Hour een gemeente. In 1808 werd de gemeente Havenne opgeheven en bij Hour aangehecht. Op 1 januari 1977 werd Hour een deelgemeente van Houyet.

## Demografische ontwikkeling
- Bronnen:NIS, Opm:1831 tot en met 1970=volkstellingen, 1976= inwoneraantal op 31 december